# Muzeum Żup Krakowskich Wieliczka
Muzeum Żup Krakowskich Wieliczka – muzeum założone w 1951 roku z inicjatywy profesora szkoły średniej w Wieliczce, Alfonsa Długosza; narodowa instytucja kultury. Muzeum mieści się w nieczynnej części jednej z najstarszych na świecie kopalni soli kamiennej (Żupa krakowska). Prezentuje historię górnictwa soli, rozwój techniki kopalnianej, dzieje przemysłu solnego i historię miasta Wieliczka. Zbiory muzeum liczą ok. 20 tys. eksponatów. Muzeum wraz z całą kopalnią zostało wpisane w roku 1978 przez UNESCO na pierwszą Międzynarodową Listę Dziedzictwa Kulturowego i Przyrodniczego.
Dla zwiedzających udostępnione są dwie ekspozycje:
- podziemna – zlokalizowana na III poziomie zabytkowej kopalni soli w Wieliczce (na głęb. 135 m). Jest ona największym w Europie podziemnym muzeum (7481 m² powierzchni). Przedstawia wszystkie aspekty działalności warzelniczej i górniczej prowadzonej w żupach krakowskich. Eksponaty prezentowane w zabytkowych wyrobiskach tworzą unikatowy górniczy skansen.

- na powierzchni – znajduje się w średniowiecznym Zamku Żupnym stanowiącym siedzibę zarządu żupy od końca XIII w. do 1945. W latach 1976–1996 Zamek odrestaurowano ze środków Ministerstwa Kultury i Sztuki oraz Muzeum z przeznaczeniem dla potrzeb muzealnych. Na dziedzińcu zamkowym znajduje się najstarszy w Wieliczce szyb poszukiwawczy z połowy XIII w., baszta z XIV w. oraz fragmenty murów obronnych z XIV w. Dziedziniec jest też miejscem cyklicznych imprez w tym Summer Music Festival i Popołudnie ze Straussem. 23 czerwca 2013 zamek został wpisany na Listę Światowego Dziedzictwa Kulturowego i Przyrodniczego Ludzkości UNESCO, jako rozszerzenie wpisu dotyczącego kopalni soli.

## Historia powstania Muzeum
Ideę ratowania wielickiej kopalni, pomnika przyrody i pracy polskich górników, podjął Alfons Długosz – artysta plastyk i profesor wielickiego gimnazjum. Jego inicjatywa utworzenia Muzeum Żup Krakowskich zyskała aprobatę ministerstw: Górnictwa oraz Kultury i Sztuki. Gromadzone przez wiele lat zbiory pozwoliły na przygotowanie w zabytkowych wyrobiskach na III poziomie kopalni podziemnej ekspozycji muzealnej. Kierownictwo Kopalni przekazywało Muzeum urządzenia i narzędzia górnicze, odkryte w wyniku prac penetracyjnych prowadzonych wspólnie w starych wyrobiskach. Pozwoliło to Muzeum skompletować jedyną na świecie kolekcję dawnych drewnianych machin wyciągowych, przodków maszyn parowych i elektrycznych. Poza tym przekazano do Muzeum archiwum i bibliotekę salinarną oraz cenny zbiór map górniczych. W latach 1958–1966 umieszczono w 14 komorach poeksploatacyjnych ekspozycję. Prace remontowo-adaptacyjne sfinansowało Ministerstwo Kultury i Sztuki. W 1966 roku w ramach obchodów 1000-lecia państwa polskiego – udostępniono ekspozycję zwiedzającym. Muzeum Żup Krakowskich Wieliczka jest jednym z największych muzeów górniczych Europy, jednym z 17 muzeów centralnych, podległych Ministerstwu Kultury i Dziedzictwa Narodowego. Misją muzeum jest ochrona i popularyzacja bogatych dziejów górnictwa solnego w Polsce, postrzeganego jako trwałe dziedzictwo ludzkości. 

## Działalność Muzeum
Tematyka i czasowe ramy badawcze, będące w zainteresowaniu pracowników Muzeum, są ogromne i bardzo zróżnicowane – sięgają miocenu (dla poznania genezy złoża solnego), a w badaniach archeologicznych neolitu (początki osadnictwa i warzelnictwa). W dziedzinie historii i kultury materialnej obejmuje okres od XIII – do końca XX w. i dotyczy roli i znaczenia gospodarki solnej w dziejach Polski, jej wpływu na rozwój miast Wieliczki i Bochni, dawnej i współczesnej techniki górniczej i technologii warzelniczej.
Zabytki muzealne gromadzone są w następujących zbiorach: Geologicznym, Archeologicznym, Techniki Górniczej, Kartografii (głównie mapy górnicze), Sztuki, Etnografii, Archiwum (dokumenty, rękopisy, akta salinarne) i w tzw. Zbiorze Specjalnym (dawne fotografie, widokówki, dyplomy, druki okolicznościowe). Wymienione kolekcje wraz ze specjalistyczną biblioteką, szczegółową dokumentacją naukowo – techniczną wyrobisk wykonaną w kopalniach Wieliczki i Bochni oraz zbiorem mikrofilmów tworzą kompletną bazę źródłową do prowadzonych badań. 

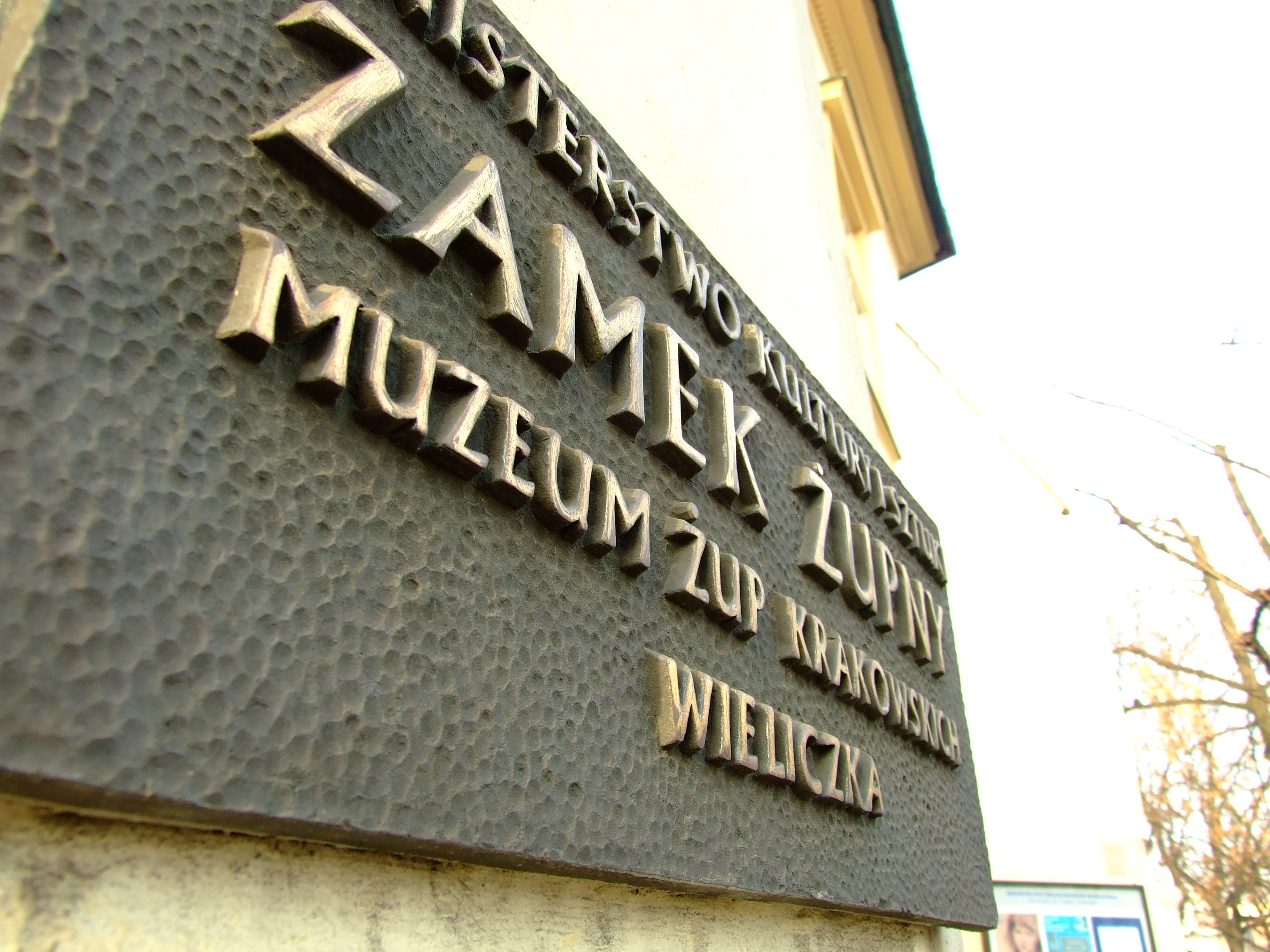
Zamek Żupny

Muzeum prowadzi również działalność wydawniczą (publikacje naukowe, albumy, przewodniki, katalogi zbiorów i wystaw). Wyniki badań naukowych publikowane są od 1965 roku w czasopiśmie naukowym pt. Studia i Materiały do Dziejów Żup Solnych w Polsce. Zwieńczenie wieloletnich prac badawczych stanowią dwie monografie: Dzieje żup krakowskich (1988) i Wieliczka dzieje miasta (1990).
Szczególną wagę przywiązuje się w Muzeum do działalności edukacyjnej. Dzieciom i młodzieży szkolnej przybliża ten niezwykły zabytek i jego znaczenie poprzez pokazy, warsztaty, lekcje, prelekcje, konkursy a także imprezy plenerowe. Organizowane w miejscach niezwykłych – w Zamku Żupnym, na jego dziedzińcach, a także w ekspozycji podziemnej na głębokości 135 m pod ziemią pozostawiają niezapomniane wrażenia. Istotnie miejsce zajmuje też promocja muzeum i jego bogatej edukacyjno-kulturalnej oferty.
Niezwykłym wydarzeniem jest organizowane rokrocznie od 2003 roku Święto Soli – impreza plenerowa prezentująca dawne techniki pozyskiwania soli. Pracownicy Muzeum na jeden dzień wcielają się w role: bednarza, powroźnika, kowala, garncarza, piwowarów, rzeźbiarza solnego. Atrakcyjność zabaw polega na ich interaktywności: widzowie mogą nie tylko zobaczyć prezentację dawnych rzemiosł, ale również aktywnie uczestniczyć wykonując prace samodzielnie. Stałym punktem imprezy jest pokaz warzenia soli.

## Eksponaty należące do Muzeum

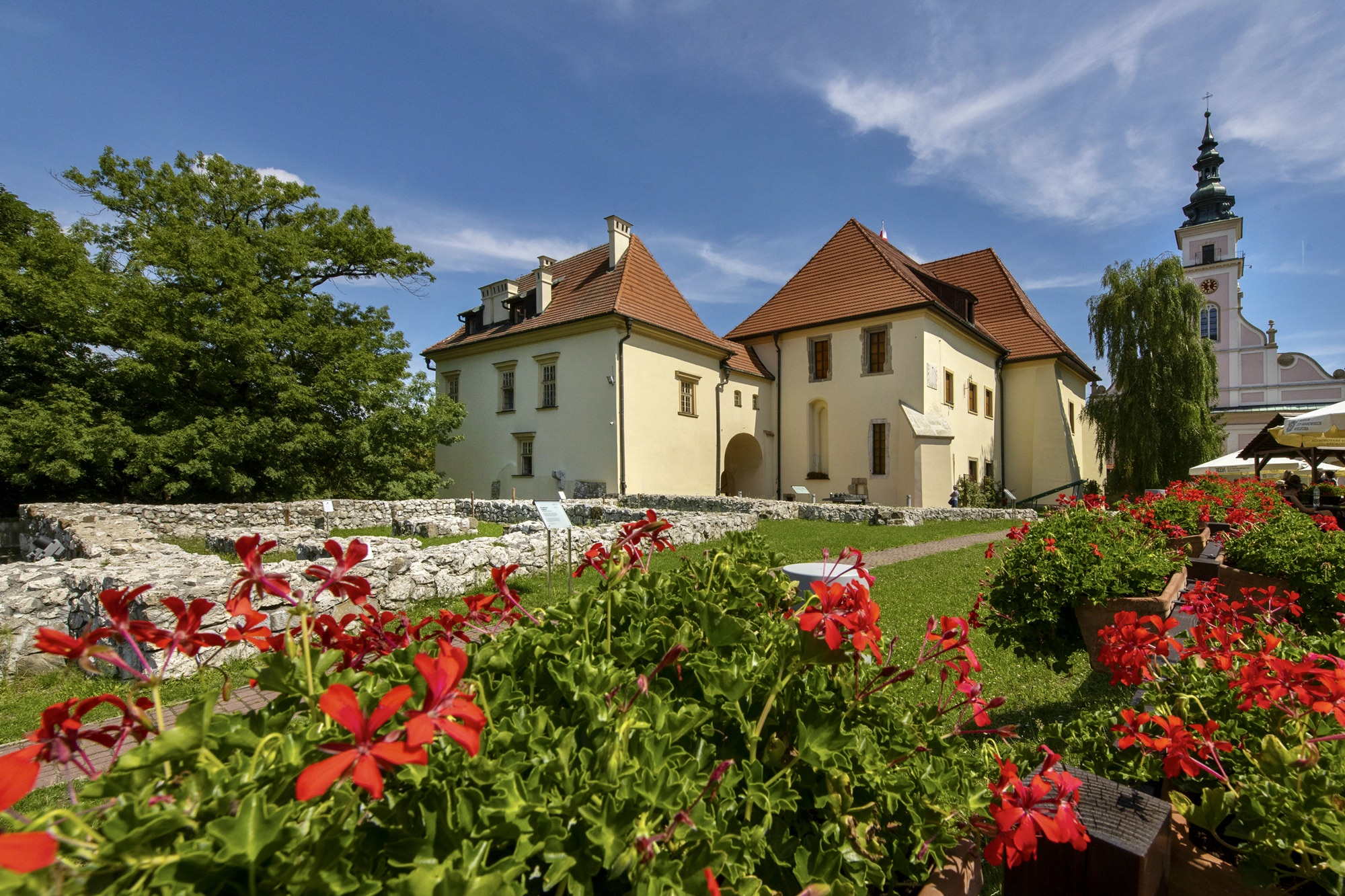
Zamek Żupny od strony dziedzińca z elementami kuchni żupnej

Mówiąc o ekspozycji podziemnej, do najbardziej znanych elementów kolekcji muzealnej należy m.in. obraz Święta Kinga autorstwa Jana Matejki z 1892 roku, która znajduje się na wystawie stałej w kopalni. W tej samej komorze wystawiony jest Róg Bractwa Kopaczy oraz kolejny obraz Matejki, przedstawiający zjazd Seweryna Bethmana z żupnikiem Andrzejem Kościeleckim do kopalni w celu pomocy w działaniach ratunkowych podczas pożaru w 1510 roku. Jednymi z najważniejszych eksponatów są kieraty konne („polski”, „saski” i „węgierski”), których poszczególne elementy zostały znalezione w samej kopalni, a które razem tworzą unikatową na skalę europejską kolekcję maszyn wyciągowych. Oprócz tego uwagę przykuwa wystawa geologiczna prezentująca unikalną kolekcję okazów soli takich jak kryształy czy włosy solne. 
Ekspozycja Zamku Żupnego składa się z wystawy archeologicznej, na której znajdują się artefakty ukazujące rozwój procesu produkcji soli od neolitu aż po średniowiecze. Następnie z Sali Gotyckiej – reprezentacyjnej komnaty Zamku o sklepieniu żebrowym z jednym filarem, w której znajdują się wizerunki żupników, administratorów i urzędników związanych z przedsiębiorstwem solnym. Muzeum jest w posiadaniu jednej z najcenniejszych na świecie kolekcji solniczek, których wystawa jest właśnie na Zamku Żupnym. Pochodzą one z najlepszych warsztatów złotniczych i wytwórni porcelany, ukazując przeróżne style m.in. od gotyku aż po art deco. Wykonane są ze złota, porcelany, szlachetnych kamieni czy też masy perłowej. 

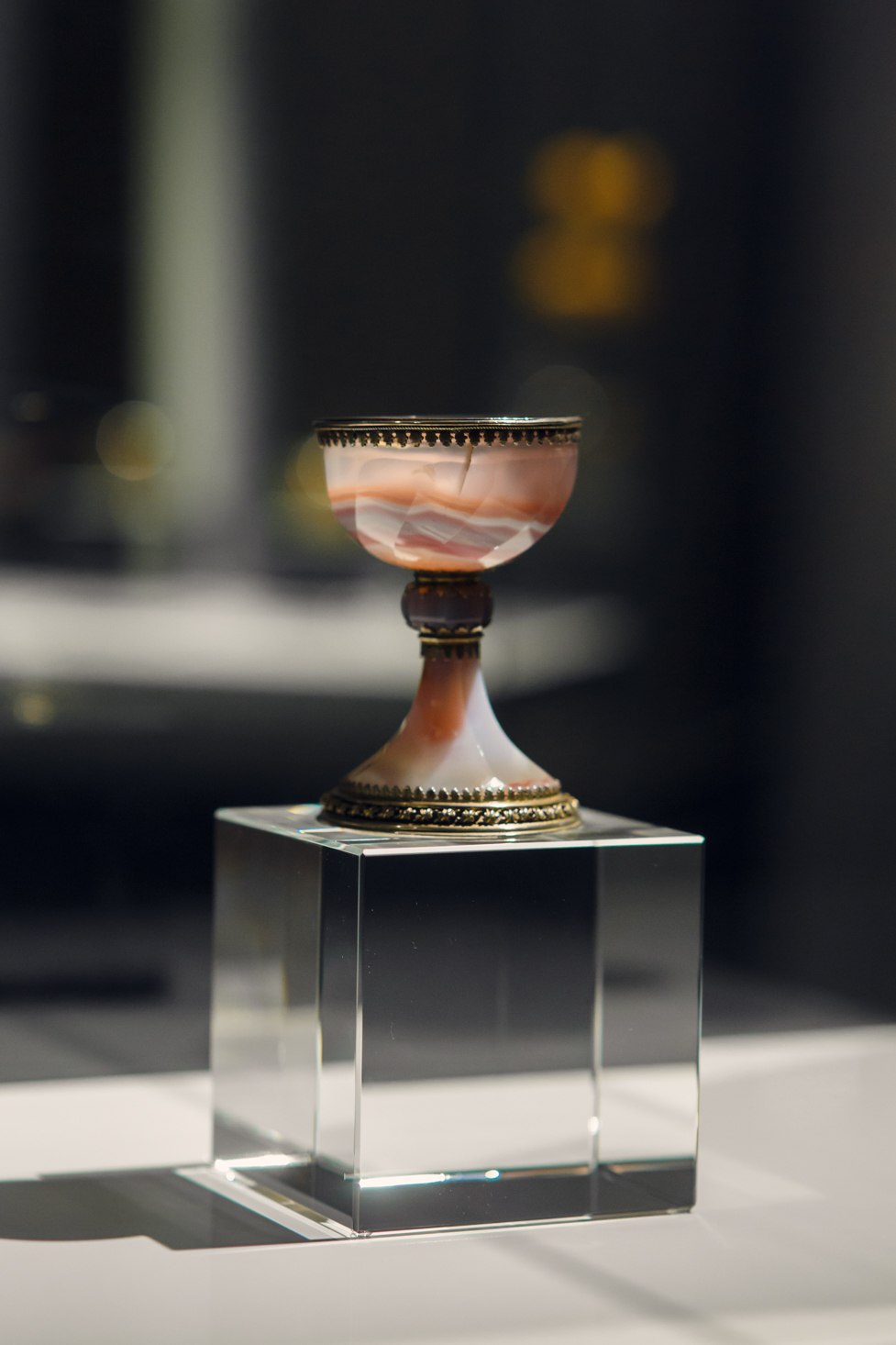
Solniczka gotycka
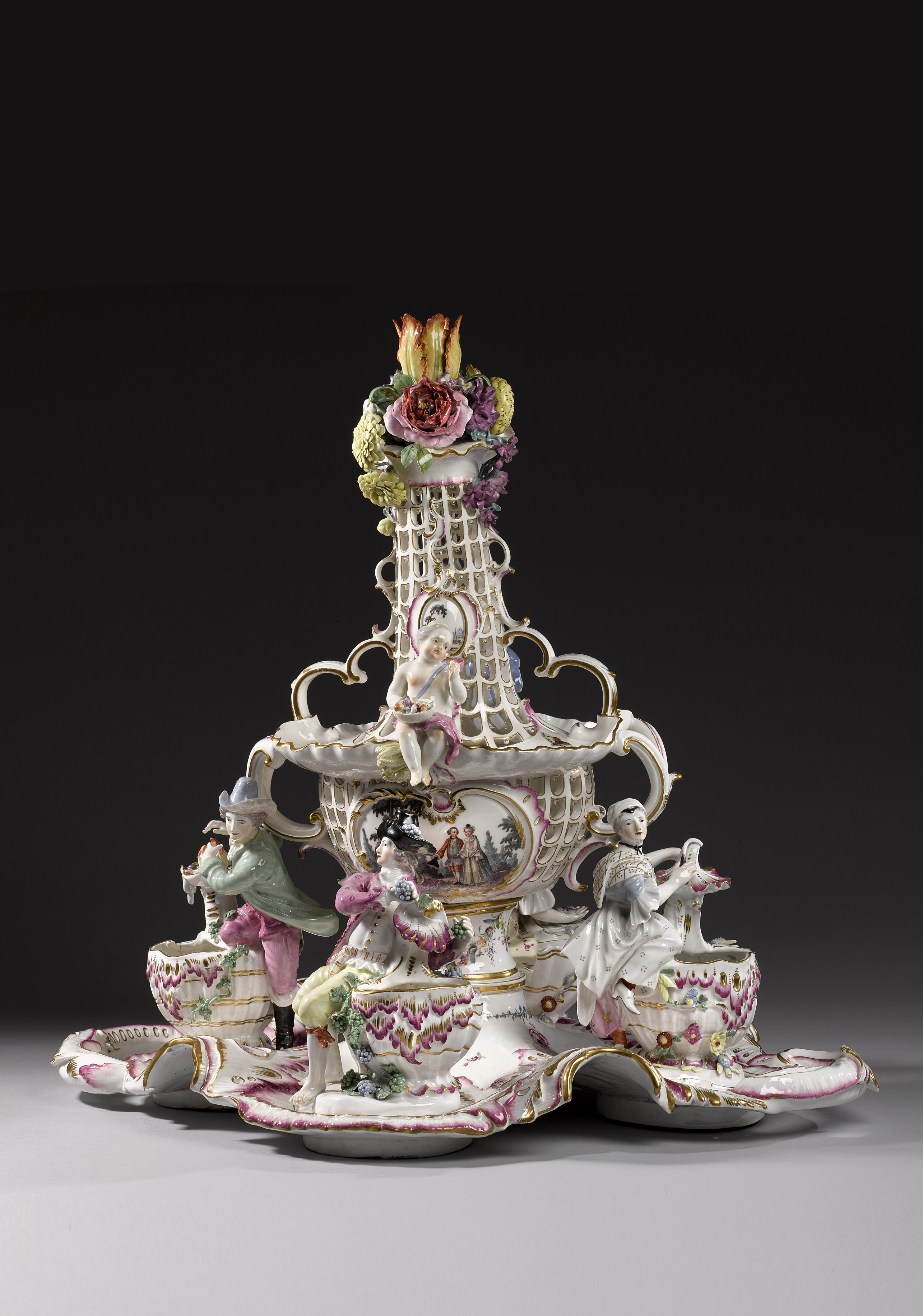
Porcelanowy serwis przyprawowy z Höchst
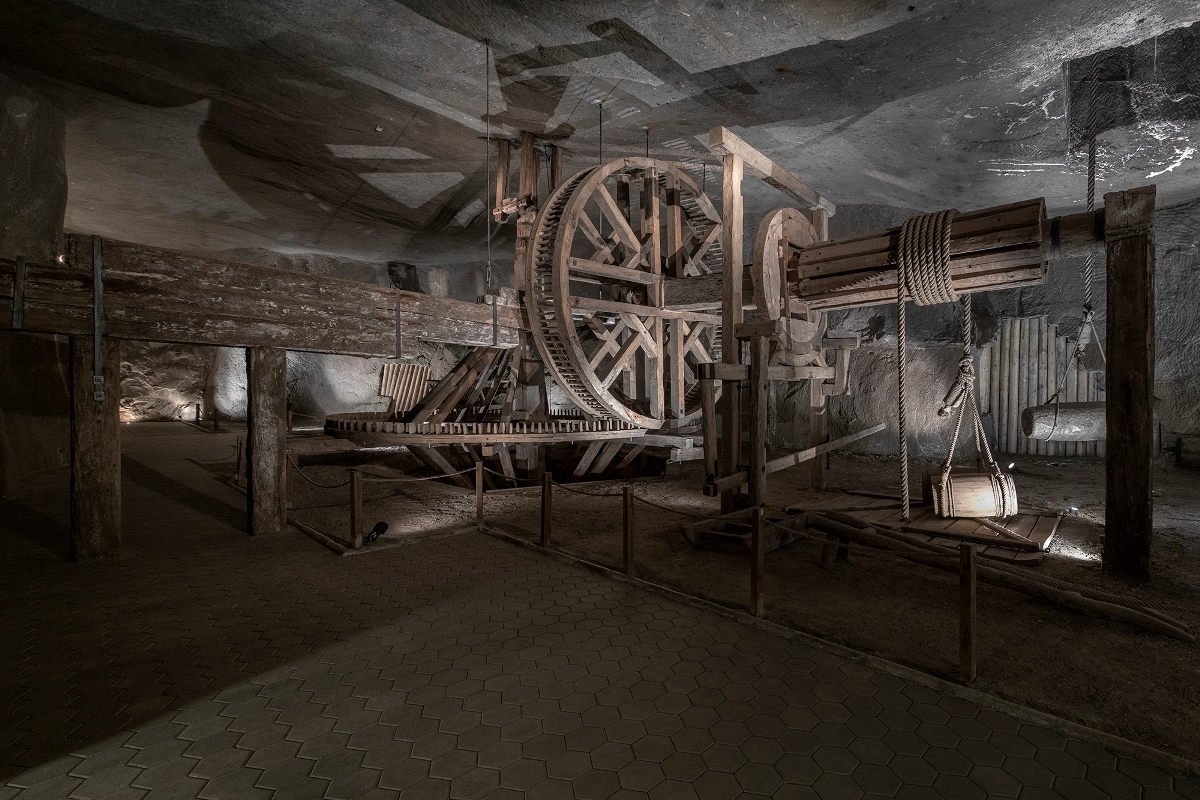
Kierat polski
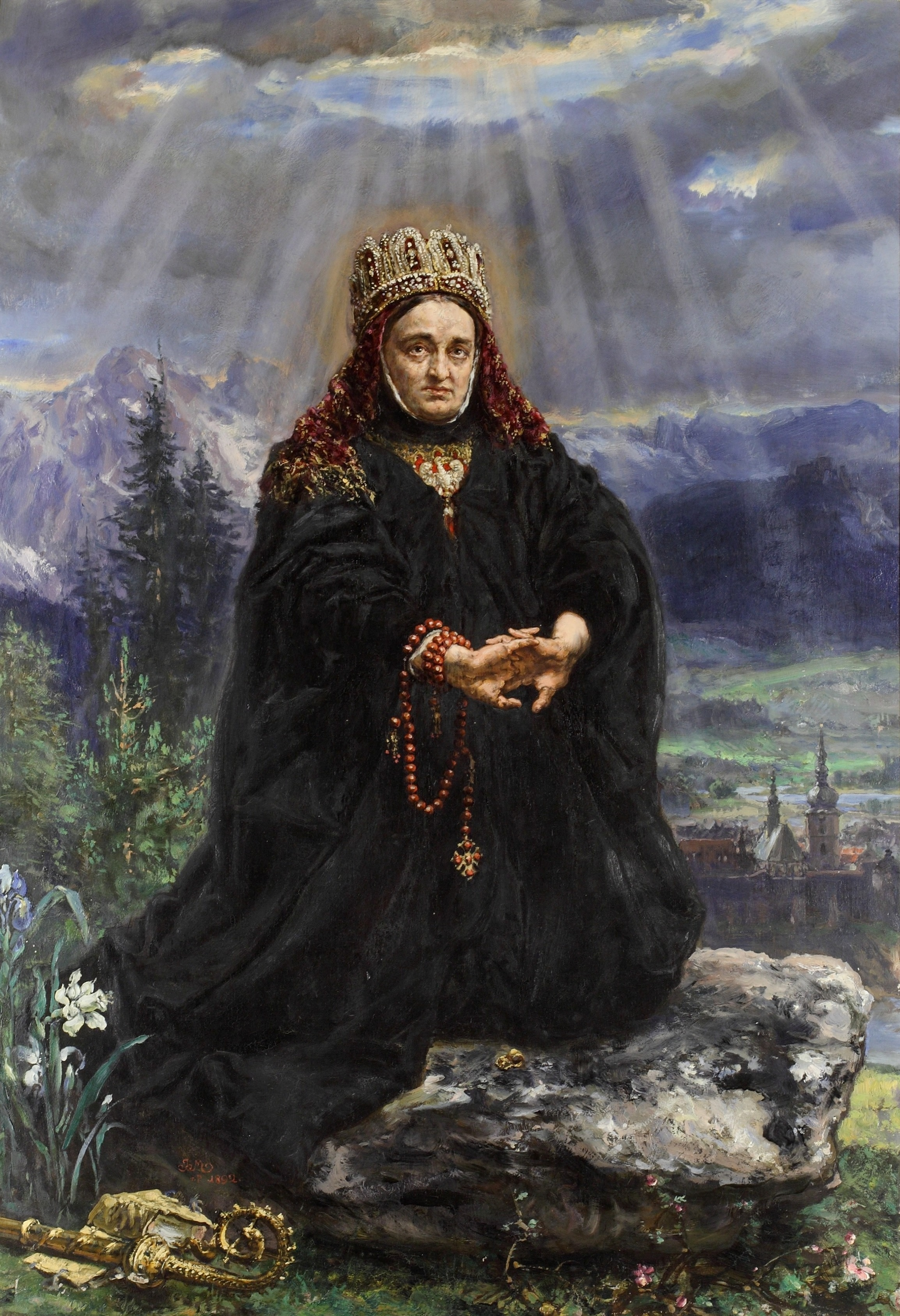
Obraz „Święta Kinga”
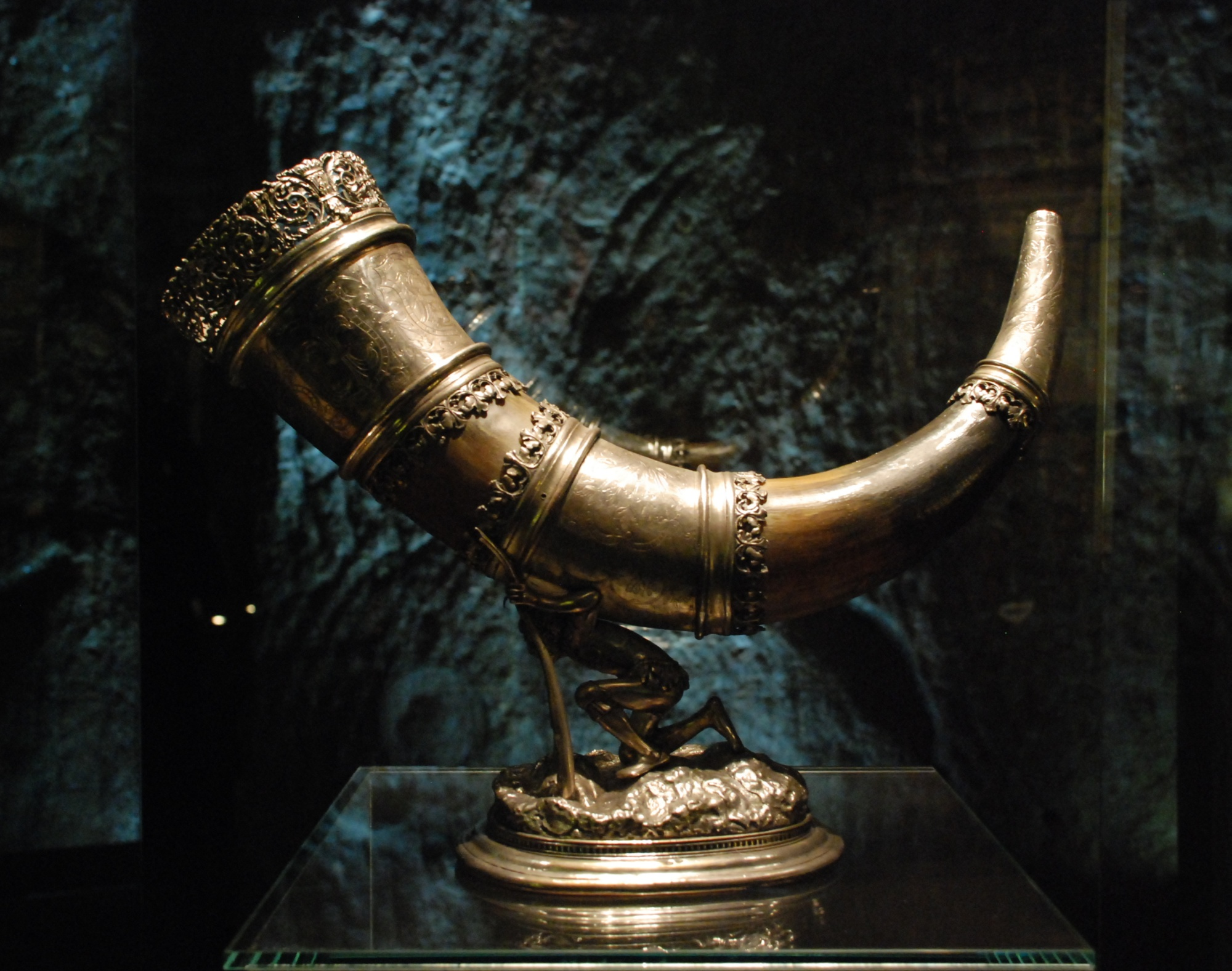
Róg Bractwa Kopaczy